# بنو عاصم
بنو عاصم هي قبيلة عربية عدنانية فرده فيه العصيمي من بني جشم  يتواجدون السعودية نجد الشرقية الاحساء الشمال حائل تبوك الجوف الخليج العربي اليمن الشام سيناء مصر السودان المغرب الجزائر موريتانيا نسبتهم بنو سعد بن بكر من هوازن  ويقال أنهم ينتسبون إلى بني جشم بن سعد بن بكر، لكن هذا النسب غير مؤكد، حيث يؤكد بنو عاصم انتسابهم لبني سعد بن بكر يتواجدون السعودية غرب نجد سنام (السعودية) طحي أم سريحة (القويعية) القويعية الشرقية الاحساء الشمال حائل تبوك الجوف الكويت البحرين المحرق الرفاع قطر ام صلال الوكرة الريان الإمارات العربية المتحدة العين الظفرة راس الخيمة عمان ظفار صلالة ولاية السيب اليمن صنعاء عدن إب مأرب حضرموت الحديدة الأردن معان عجلون فلسطين نابلس رام الله القدس جنوب غزة سيناء مصر المغرب الرباط دار البيضاء مراكش الجزائر موريتانيا شنقيط أطار أزوكي ايام الجاهلية بنو عاصم سابقة اسمها بنو عصيمة يعيشون مكة المكرمة تهامة الطائف حاليا نجد الشرقية الاحساء الشمال حائل تبوك الجوف 
معلومات القبيلة 
البلد 
- السعودية
- الكويت
- البحرين
- قطر
- الإمارات العربية المتحدة
- عُمان
- اليمن
- السودان
- الأردن
- فلسطين
- المغرب
- مصر
- الجزائر
- موريتانيا

العريقة= عرب
الديانة= الإسلام أهل السنة والجماعة
النسبة= بنو عصيمة بن جشم بن بكر  من هوازن 
اللغة= اللغة العربية
القبيلة الام= بنو جشم
ديارهم في نجد
سنام (السعودية) طحي أم سريحة (القويعية) ام الحمام قرية قهب الطير جلاله جريسه الزيدي الدوادمي شقراء حريملاء ملهم وادي عصيل الحزيمية فيضة جريسة المزاحمية القويعية 
مشاهير بنو عاصم 
مستور العصيمي شاعر سعودي 
نواف العصيمي لاعب كرة قدم سعودي 
صالح العصيمي شيخ سعودي عضو هيئة كبار العلماء 
يوسف العصيمي شاعر سعودي يعيش الإمارات العربية المتحدة 
يعقوب العصيمي دكتور كويتي 
عبدالرحمن العصيمي مراسل قناة العربية 
عبدالله العصيمي ممثل سعودي  يلقب أورانوس العصيمي 
ماجد العصيمي مثل اماراتي 
عبدالله العصيمي مصور سعودي 
يزيد العصيمي مذيع قناة الإخبارية 
تنقسم قبيلة بني عاصم إلى عدة فروع رئيسية، من أبرزها:
1. الجلاه
2. الشفعان
3. الحمارين
4. الشجاعين
5. العبابيد